# Котбусский зоопарк
Котбусский зоопарк (нем. Tierpark Cottbus) — зоологический парк в Котбусе (Бранденбург, Германия).
Открылся 1 июня 1954 года между рекой Шпрее и Браницким парком.
В густом парке площадью 25 га с несколькими водотоками и прудами обитает свыше 1200 животных 170 видов, из которых более 70 — водоплавающие птицы, в числе которых фламинго, журавлиные, пеликаны и баклановые. Также здесь живут слоны, леопарды, рыси, носухи, обезьяны, зебры, антилопы, тапиры, страусы, двугорбые верблюды, бантенги, лошади Пржевальского, аксисы, зубры, яки, ламы, белоголовые орланы, канюки, беркуты, степные орлы, могильники, выдры, дикобразы, сурикаты и другие животные.

25 марта 1975 года была выпущена марка с зеброй, посвящённая Котбусскому зоопарку.
Директорами зоопарка были дипломированные биологи Эрхард Фроммхольд (нем. Erhard Frommhold; 1956—1963), Кунц Раушерт (нем. Kunz Rauschert; 1963—1966), Клаус Якоб (нем. Klaus Jacob; 1966—2002) и доктор ветеринарии Йенс Кеммерлинг (нем. Jens Kämmerling; 2002 — н.в.).

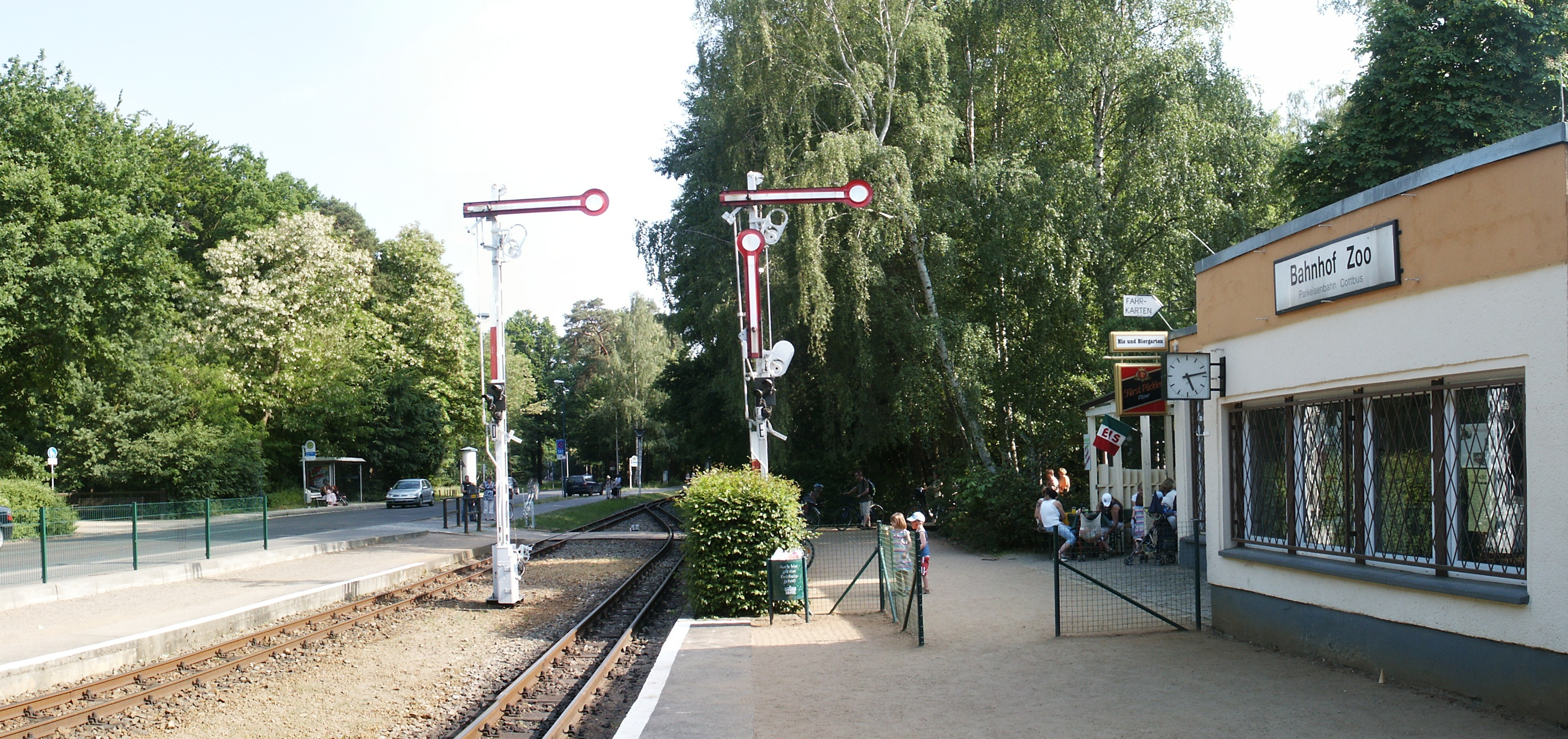
Остановка возле зоопарка

До зоопарка можно добраться по Котбусской парковой железной дороге.
Символом зоопарка является краснозобая казарка.